# Култура гробних хумки
Култура гробних хумки или Хигелгребер култура је име за више културних група бронзаног доба распрострањених од Рајне до Карпата, које су карактеристичне по подизању хумки, а у којима се јављају исти или слични бронзани налази. 

## Подручје распростирања
Ова култура се ширила од запада ка истоку и захватила је и област централног Балкана пре свега северну Бачку. Неки од облика се јављају у Банату, Срему, западној Србији, у којима се издвајају локалитети ове културе: 
- некропола у Велебиту код Сенте
- некропола у Хајдукову код Суботице
- остава из Вајске

У периферним зонама ове културе нису констатоване хумке, већ се аналогија изводи по сличности покретних налаза. Сахрањивање је биритуално.

## Керамика и металургија
Карактеристични керамички облици су: 
- трбушасте ниске урне са кратким вратом и раширеним ободом и малим хоризонтално бушеним дршкама
- трбушасти судови са две мале дршке на рамену са ниском и високом коничном ногом
- пехари на нози са две дршке

Од бронзаних предмета присутни су мачеви са кратким језиком, бодежи са пуноливеном дршком, бојне секире, спирално увијене наруквице, дугачке игле. 